# Сечјанки
Сечјанки (слч. Sečianky) насељено је мјесто са административним статусом сеоске општине (слч. obec) у округу Вељки Кртиш, у Банскобистричком крају, Словачка Република.

## Становништво
| Година:    | 1994. | 2004.   | 2014.   | 2024.    |
| ---------- | ----- | ------- | ------- | -------- |
| Број људи: | 448   | 406     | 379     | 333      |
| Разлика:   |       | -9,37 % | -6,65 % | -12,13 % |

| Година:    | 2023. | 2024.   |
| ---------- | ----- | ------- |
| Број људи: | 323   | 333     |
| Разлика:   |       | +3,09 % |

Према подацима о броју становника из 2011. године насеље је имало 384 становника.